# Marianna, Florida
Marianna är en stad (city) i Jackson County, i delstaten Florida, USA. Enligt United States Census Bureau har staden en folkmängd på 6 043 invånare (2011) och en landarea på 34 km². Marianna är huvudort i Jackson County.